# Domenico Calcagno

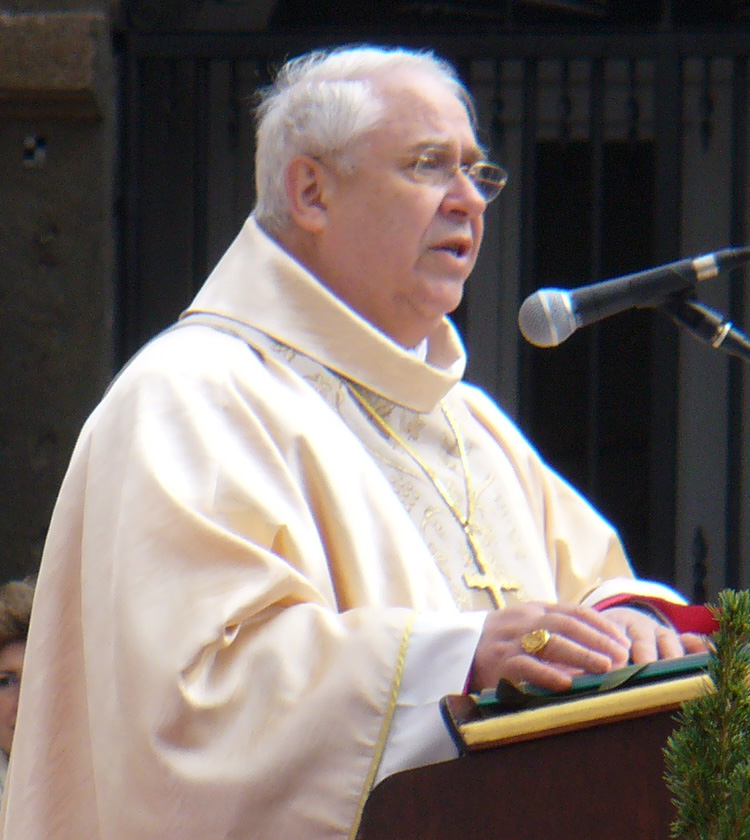
Erzbischof Domenico Calcagno (2007)

Domenico Kardinal Calcagno (* 3. Februar 1943 in Parodi Ligure, Provinz Alessandria, Italien) ist ein italienischer Geistlicher und emeritierter Kurienkardinal der römisch-katholischen Kirche.

## Leben

Wappen als Kardinal

Nach dem Studium der Geisteswissenschaften am Priesterseminar von Genua wurde Domenico Calcagno für weiterführende Studien nach Rom entsandt. Er erwarb an der Päpstlichen Universität Gregoriana ein Diplom im Fach Dogmatik. Calcagno empfing am 29. Juni 1967 durch Giuseppe Kardinal Siri das Sakrament der Priesterweihe.
Domenico Calcagno wurde nach einigen Jahren in der Pfarrseelsorge Dozent für Katholische Theologie am Genueser Standort der Theologischen Fakultät von Norditalien. Danach war er Dozent am Istituto Superiore di Scienze Religiose  in Genua. Calcagno war Präsident des Diözesaninstituts für die Unterstützung des Klerus und Bischofsvikar für „Neue Aktivitäten“. Zudem war er in der Italienischen Bischofskonferenz als Präsident der Kommission für die Priester und als Inspektor der Institute für Religionswissenschaften tätig. Danach war er Direktor der Kommission für Mission und Zusammenarbeit der Kirchen sowie Ökonom der Italienischen Bischofskonferenz. Er ist Mitglied des Konstantinordens, ein weltlicher Ritterorden der aus römisch-katholischen Mitgliedern besteht.
Am 25. Januar 2002 ernannte ihn Papst Johannes Paul II. zum Bischof von Savona-Noli. Die Bischofsweihe spendete ihm am 9. März 2002 der Mailänder Erzbischof, Dionigi Kardinal Tettamanzi; Mitkonsekratoren waren der emeritierte Genueser Erzbischof, Giovanni Kardinal Canestri, und der Apostolische Nuntius in Italien und San Marino und spätere Kardinal, Erzbischof Paolo Romeo. Am 7. Juli 2007 ernannte ihn Papst Benedikt XVI. zum Sekretär der Güterverwaltung des Apostolischen Stuhls und erhob ihn in den Rang eines Erzbischofs ad personam. Domenico Calcagno trat am gleichen Tag als Bischof von Savona-Noli zurück. Am 5. Januar 2011 ernannte ihn Benedikt XVI. zum Konsultor des Päpstlichen Rates für die Pastoral im Krankendienst.
Am 7. Juli 2011 wurde er von Benedikt XVI. zum Präsidenten der Güterverwaltung des Apostolischen Stuhls ernannt. Mit diesem Amt übernahm er auch die Leitung der Päpstlichen Stiftung Centesimus Annus Pro Pontifice und der Peregrinatio ad Petri Sedem. Er ist in Nachfolge von Kardinal Nicora Mitglied der Kardinalskommission des Istituto per le Opere di Religione  (seit 2013)
Im feierlichen Konsistorium vom 18. Februar 2012 nahm ihn Benedikt XVI. als Kardinaldiakon mit der Titeldiakonie Annunciazione della Beata Vergine Maria a Via Ardeatina in das Kardinalskollegium auf. Nach Benedikts Rücktritt nahm Kardinal Calcagno am Konklave 2013 teil. In diesem Konklave unterstützte er, unter anderem laut Sandro Magister, die Wahl von Jorge Mario Bergoglio zu Papst Franziskus.
Seit dem 21. April 2012 ist Kardinal Calcagno Mitglied der Päpstlichen Kommission für den Staat der Vatikanstadt, der Kongregation für die Evangelisierung der Völker und des Päpstlichen Rats für die Pastoral im Krankendienst, sowie seit dem 29. März 2014 der Kongregation für die Institute geweihten Lebens und für die Gesellschaften apostolischen Lebens. Domenico Calcagno ist Mitglied des Ritterordens vom Heiligen Grab zu Jerusalem. 
Papst Franziskus nahm am 26. Juni 2018 seinen altersbedingten Rücktritt vom Amt des Präsidenten der Güterverwaltung des Apostolischen Stuhls an. Am 4. März 2022 wurde er von Papst Franziskus unter Beibehaltung seiner Titeldiakonie als Titelkirche pro hac vice zum Kardinalpriester ernannt.
2025 leitete er in Vertretung für Papst Franziskus die Chrisammesse am Gründonnerstag im Petersdom.

## Privates
Domenico Calcagno hat privat eine Sammlung von 13 Schusswaffen, die bei der zuständigen Behörde von Savona angemeldet wurde und bereits vor dem Umzug in den Vatikan bestand, jedoch nicht dort aufbewahrt wird.

## Ermittlungen wegen Untreue
Im Mai 2016 nahm die Staatsanwaltschaft von Savona Ermittlungen gegen Calcagno wegen Veruntreuung auf, dieses Verfahren ist noch nicht abgeschlossen.